# Suzoy
Suzoy é uma comuna francesa na região administrativa de Altos da França, no departamento de Oise. Estende-se por uma área de 5,17 km². Em 2010 a comuna tinha 579 habitantes (densidade: 112 hab./km²).